# لواء طولكرم
لواء طولكرم (قضاء طولكرم في عهد الإدارة الإسرائيلية) (1967–1995)، هو تقسيم إداري سابق في الأراضي الفلسطينية، مركزه مدينة طولكرم، تأسس من قبل إسرائيل بعد سيطرتها عقب حرب النكسة عام 1967 على قضاء طولكرم الذي كان تحت الإدارة الأردنية، وضم لواء طولكرم عشرات القرى والبلدات الفلسطينية، وتولى الحاكم العسكري الإسرائيلي للواء مسؤولية إدارة شؤون اللواء وخدماته، وفي عام 1995 انحل لواء طولكرم عقب تأسيس السلطة الفلسطينية وانقسم اللواء إلى أربع محافظات مُستحدثة وهي محافظة طولكرم ومحافظة قلقيلية ومحافظة سلفيت وجزء من محافظة نابلس.

## التاريخ
تأسس لواء طولكرم في يونيو 1967 من قبل إسرائيل بعد سيطرتها عقب حرب النكسة التي اندلعت في 5 يونيو 1967 على قضاء طولكرم الذي كان تحت الإدارة الأردنية، وتولى حاكم عسكري إسرائيلي إدارة اللواء، وكان المقر العام لحاكم اللواء يقع في مقر "المُقاطعة" في وسط مدينة طولكرم، حيث مدينة طولكرم عاصمة ومركز اللواء.

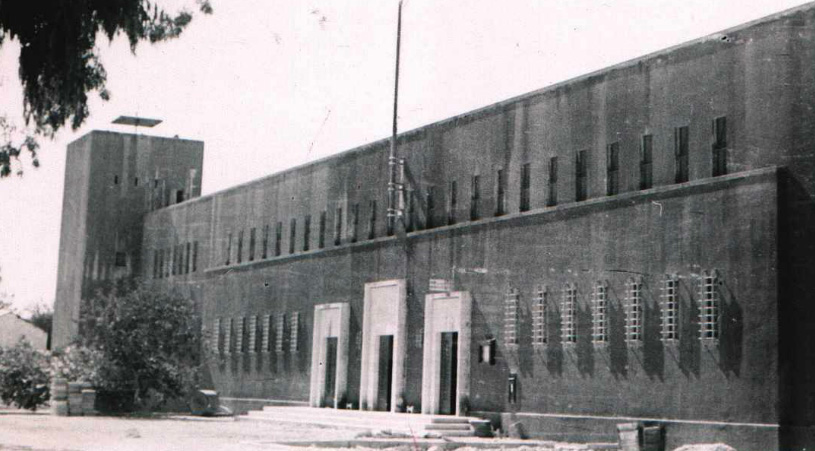
مقر الحاكم العسكري الإسرائيلي للواء طولكرم في مدينة طولكرم "مقر المُقاطعة"

تولى الحاكم العسكري الإسرائيلي للواء طولكرم مسؤولية إدارة شؤون اللواء وخدماته؛ كشؤون الأمن، وشؤون التعليم والمدارس، وشؤون الزراعة، والشؤون الاجتماعية والجمعيات الخيرية، وغيرها.
مُنذ تأسيس لواء طولكرم عام 1967 فقد تولى "فريد بركة" من مدينة طولكرم منصب مدير مديرية تربية وتعليم لواء طولكرم، وهي واحدة من المُديريات الخدماتية التابعة مباشرةً تحت إدارة الحاكم العسكري الإسرائيلي للواء، وفي عام 1983 تُوفي بركة.
بلغ عدد مدارس لواء طولكرم في فترة السبعينات ما مجموعه 138 مدرسة لكلا الجنسين موزعة على قرى وبلدات اللواء، كما بلغ عدد موظفي سلك التربية والتعليم في اللواء خلال فترة السبعينات ما مجموعه 645 موظفًا بين معلمٍ وآذنٍ وموظفٍ إداري.
خلال فترة لواء طولكرم زجت السُلطات الإسرائيلية بعشرات المعتقلين الفلسطينيين في "سجن طولكرم المركزي" الذي يقع ضمن مُجمع الحاكم العسكري الإسرائيلي للواء في مدينة طولكرم، وهو السجن الذي يحمل عنه معتقلوه الفلسطينيين ذاكرةً سيئة لما عانوه من آثار تعذيبٍ جسديٍ ونفسيٍ من قبل السُلطات الإسرائيلية.
في عام 1995 انحل لواء طولكرم عقب تأسيس السلطة الوطنية الفلسطينية وانقسم اللواء إلى أربع محافظات مُستحدثة وهي محافظة طولكرم ومحافظة قلقيلية ومحافظة سلفيت وجزء من محافظة نابلس.

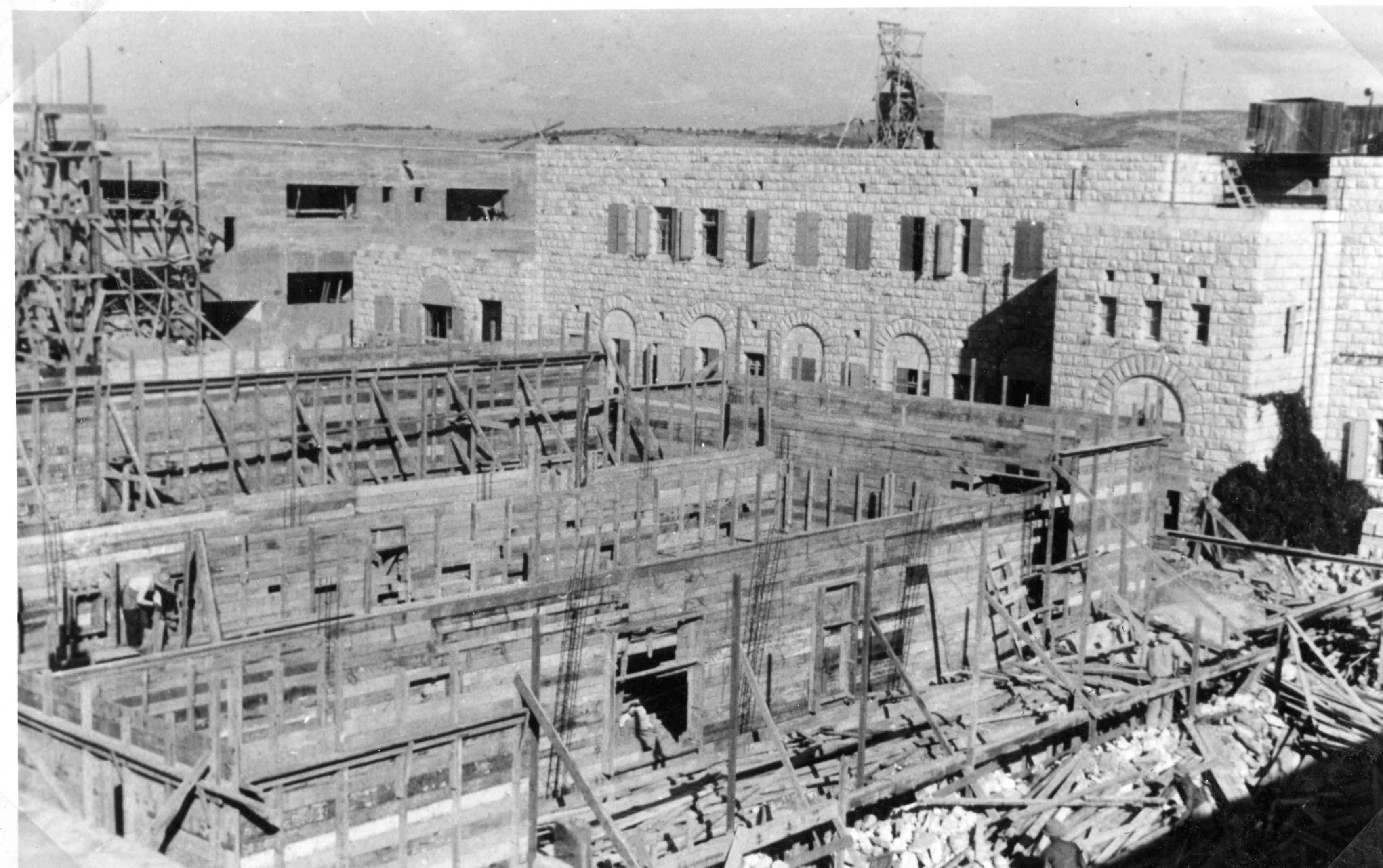
سجن طولكرم المركزي
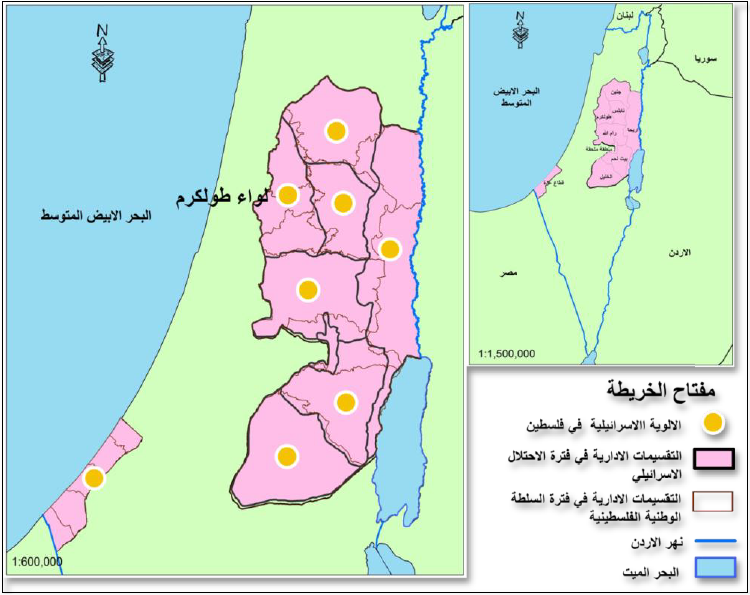
خارطة الأراضي الفلسطينية وضمنها لواء طولكرم.

## قرى وبلدات اللواء
ضم لواء طولكرم مُنذ عام 1967 وحتى عام 1995 ما يزيد عن 80 قرية وبلدة فلسطينية وهي كالتالي:
| طولكرم (أكبر مدينة في اللواء وعاصمة اللواء، وتضم المدينة أحياء: ذنابة، شويكة، ارتاح، العزب، مخيم طولكرم، مخيم نور شمس). |                                                 |                                                 |
| قلقيلية (اليوم ضمن محافظة قلقيلية)                                                                                      | سلفيت (اليوم ضمن محافظة سلفيت)                  | فرعون (اليوم ضمن محافظة طولكرم)                 |
| كفر رمان (اليوم ضمن محافظة طولكرم)                                                                                      | كفر اللبد (اليوم ضمن محافظة طولكرم)             | بيت ليد (اليوم ضمن محافظة طولكرم)               |
| بلعا (اليوم ضمن محافظة طولكرم)                                                                                          | رامين (اليوم ضمن محافظة طولكرم)                 | سفارين (اليوم ضمن محافظة طولكرم)                |
| دير الغصون (اليوم ضمن محافظة طولكرم)                                                                                    | الجاروشية (اليوم ضمن محافظة طولكرم)             | عنبتا (اليوم ضمن محافظة طولكرم)                 |
| قفين (اليوم ضمن محافظة طولكرم)                                                                                          | صيدا (اليوم ضمن محافظة طولكرم)                  | عتيل (اليوم ضمن محافظة طولكرم)                  |
| زيتا (اليوم ضمن محافظة طولكرم)                                                                                          | باقة الشرقية (اليوم ضمن محافظة طولكرم)          | النزلة الغربية (اليوم ضمن محافظة طولكرم)        |
| النزلة الوسطى (اليوم ضمن محافظة طولكرم)                                                                                 | نزلة أبو نار (اليوم ضمن محافظة طولكرم)          | نزلة عيسى (اليوم ضمن محافظة طولكرم)             |
| النزلة الشرقية (اليوم ضمن محافظة طولكرم)                                                                                | رامين (اليوم ضمن محافظة طولكرم)                 | كفر زيباد (اليوم ضمن محافظة طولكرم)             |
| كفر عبوش (اليوم ضمن محافظة طولكرم)                                                                                      | كفر جمال (اليوم ضمن محافظة طولكرم)              | جبارة (اليوم ضمن محافظة طولكرم)                 |
| كور (اليوم ضمن محافظة طولكرم)                                                                                           | الراس (اليوم ضمن محافظة طولكرم)                 | علار (اليوم ضمن محافظة طولكرم)                  |
| شوفة (اليوم ضمن محافظة طولكرم)                                                                                          | كفر صور (اليوم ضمن محافظة طولكرم)               | عكابا (اليوم ضمن محافظة طولكرم)                 |
| النبي إلياس (اليوم ضمن محافظة قلقيلية)                                                                                  | فلامية (اليوم ضمن محافظة قلقيلية)               | عزون (اليوم ضمن محافظة قلقيلية)                 |
| كفر ثلث (اليوم ضمن محافظة قلقيلية)                                                                                      | حبلة (اليوم ضمن محافظة قلقيلية)                 | إماتين (اليوم ضمن محافظة قلقيلية)               |
| حجة (اليوم ضمن محافظة قلقيلية)                                                                                          | جينصافوط (اليوم ضمن محافظة قلقيلية)             | كفر قدوم (اليوم ضمن محافظة قلقيلية)             |
| باقة الحطب (اليوم ضمن محافظة قلقيلية)                                                                                   | جيت (اليوم ضمن محافظة قلقيلية)                  | الفندق (اليوم ضمن محافظة قلقيلية)               |
| عزون عتمة (اليوم ضمن محافظة قلقيلية)                                                                                    | مردة (اليوم ضمن محافظة سلفيت)                   | بديا (اليوم ضمن محافظة سلفيت)                   |
| دير استيا (اليوم ضمن محافظة سلفيت)                                                                                      | كفل حارس (اليوم ضمن محافظة سلفيت)               | حارس (اليوم ضمن محافظة سلفيت)                   |
| كفر الديك (اليوم ضمن محافظة سلفيت)                                                                                      | بروقين (اليوم ضمن محافظة سلفيت)                 | قراوة بني حسان (اليوم ضمن محافظة سلفيت)         |
| مسحة (اليوم ضمن محافظة سلفيت)                                                                                           | سنيريا (اليوم ضمن محافظة قلقيلية)               | الزاوية (اليوم ضمن محافظة سلفيت)                |
| رافات (اليوم ضمن محافظة سلفيت)                                                                                          | ياسوف (اليوم ضمن محافظة سلفيت)                  | سرطة (اليوم ضمن محافظة سلفيت)                   |
| جيوس (اليوم ضمن محافظة قلقيلية)                                                                                         | فرعتا (اليوم ضمن محافظة قلقيلية)                | دير بلوط (اليوم ضمن محافظة سلفيت)               |
| فرخة (اليوم ضمن محافظة سلفيت)                                                                                           | خربة قيس (اليوم ضمن محافظة سلفيت)               | قيرة (اليوم ضمن محافظة سلفيت)                   |
| اسكاكا (اليوم ضمن محافظة سلفيت)                                                                                         | عزبة سلمان (اليوم ضمن محافظة قلقيلية)           | راس عطية (اليوم ضمن محافظة قلقيلية)             |
| بيت أمين (اليوم ضمن محافظة قلقيلية)                                                                                     | عرب الرماضين الجنوبي (اليوم ضمن محافظة قلقيلية) | عرب الرماضين الشمالي (اليوم ضمن محافظة قلقيلية) |
| عزبة الطبيب (اليوم ضمن محافظة قلقيلية)                                                                                  | عسلة (اليوم ضمن محافظة قلقيلية)                 | صير (اليوم ضمن محافظة قلقيلية)                  |
| كفر لاقف (اليوم ضمن محافظة قلقيلية)                                                                                     | زيتا جماعين (اليوم ضمن محافظة نابلس)            | بزاريا (اليوم ضمن محافظة نابلس)                 |
| عمورية (اليوم ضمن محافظة نابلس)                                                                                         | قوصين (اليوم ضمن محافظة نابلس)                  | جماعين (اليوم ضمن محافظة نابلس)                 |